# Rallye Dakar 1993
Navigation
Édition précédente Édition suivante
Le Rallye Dakar 1993 est le 15e Rallye Dakar. Après un prologue à Chailley en Bourgogne, le départ a été donné le 1er janvier 1993 à Paris, l'épreuve termine de nouveau à Dakar, au Sénégal.

## Étapes
| Étape | Date                  | Départ                   | Arrivée                  | Total (km) |
| ----- | --------------------- | ------------------------ | ------------------------ | ---------- |
| 1     | 1 janvier             | Paris France             | Chailley France          |            |
|       | 2 janvier - 3 janvier | Transfert en Afrique     |                          |            |
| 2     | 4 janvier             | Tanger Maroc             | Fès Maroc                | 295        |
| 3     | 5 janvier             | Fès Maroc                | Beni Ounif Maroc         | 761        |
| 4     | 6 janvier             | Beni Ounif Maroc         | El Golea Algérie         | 550        |
| 5     | 7 janvier             | El Golea Algérie         | Bordj Omar Driss Algérie | 653        |
| 6     | 8 janvier             | Bordj Omar Driss Algérie | Tamanrasset Algérie      | 570        |
| 7     | 9 janvier             | Tamanrasset Algérie      | Adrar Algérie            | 801        |
|       | 10 janvier            | Jour de repos            |                          |            |
| 8     | 11 janvier            | Adrar Algérie            | Chenachène (en) Algérie  | 626        |
| 9     | 12 janvier            | Chenachène (en) Algérie  | Bir Amrane Mauritanie    | 650        |
| 10    | 13 janvier            | Bir Amrane Mauritanie    | Atar Mauritanie          |            |
| 11    | 14 janvier            | Atar Mauritanie          | Atar Mauritanie          | 224        |
| 12    | 15 janvier            | Atar Mauritanie          | Nouakchott Mauritanie    | 533        |
| 13    | 16 janvier            | Nouakchott Mauritanie    | Dakar Sénégal            | 517        |

### Pays traversés
Au total, 5 pays sont traversés par cette édition : 
- France
- Maroc
- Algérie
- Mauritanie
- Sénégal

## Participants
Au départ, le nombre d'engagés est de 153 (65 autos, 46 motos et 42 camions).
A l'arrivée, le nombre est de 67 véhicules (55 autos/camions, 12 motos).

## Classements finaux

### Motos
| Pos. | Pilote                      | Constructeur  |
| ---- | --------------------------- | ------------- |
| 1    | Stéphane Peterhansel (FRA)  | Yamaha        |
| 2    | Thierry Charbonnier (FRA)   | Yamaha Cagiva |
| 3    | Jordi Arcarons (ESP)        | Yamaha        |
| 4    | Jean-Marie Bennerotte (FRA) | Kawasaki      |
| 5    | Klever Kolberg (BRA)        | Yamaha        |
| 6    | Javier Fernández (ESP)      | Suzuki        |
| 7    | Patrick Sireyjol (FRA)      | Suzuki        |
| 8    | Massimo Montebelli (ITA)    | Yamaha        |
| 9    | André de Azevedo (BRA)      | Yamaha        |
| 10   | Massimo Marmiroli (ITA)     | Gilera        |

### Autos
| Pos. | Pilote                     | Copilote                  | Constructeur |
| ---- | -------------------------- | ------------------------- | ------------ |
| 1    | Bruno Saby (FRA)           | Dominique Serieys (FRA)   | Mitsubishi   |
| 2    | Pierre Lartigue (FRA)      | Michel Périn (FRA)        | Citroën      |
| 3    | Hubert Auriol (FRA)        | Gilles Picard (FRA)       | Citroën      |
| 4    | Erwin Weber (GER)          | Manfred Hiemer (GER)      | Mitsubishi   |
| 5    | Kenjirō Shinozuka (JPN)    | - Henri Magne             | Mitsubishi   |
| 6    | Salvador Servià (ESP)      | Jaime Puig (ESP)          | Lada         |
| 7    | Alain Ambrosino (FRA)      | Alain Guéhennec (FRA)     | Citroën      |
| 8    | Ari Vatanen (FIN)          | Christian Delferier (FRA) | Citroën      |
| 9    | Giacomo Vismara (ITA)      | Alain Guéhennec (ITA)     | Land Rover   |
| 10   | Jean-Pierre Fontenay (FRA) | Bruno Musmarra (FRA)      | Mitsubishi   |

### Camions
| Pos. | Pilote 1                 | Pilote 2               | Pilote 3                | Constructeur |
| ---- | ------------------------ | ---------------------- | ----------------------- | ------------ |
| 1    | Francesco Perlini (ITA)  | Giorgio Albiero (ITA)  | Claudio Vinante (ITA)   | Perlini      |
| 2    | Jacques Houssat (FRA)    | Patrick Sarliève (FRA) | Livio Diamante (ITA)    | Perlini      |
| 3    | Gilbert Versino (ITA)    | Raphaël Gimbre (FRA)   | Christian Versino (ITA) | Mercedes     |
| 4    | Cornelis Bezemer (BEL)   | Heijl Geerts (BEL)     | Daniel Cnudde (BEL)     | MAN          |
| 5    | Jean-Paul Bosonnet (FRA) | Serge Lacourt (FRA)    | Marcel Micquiaux (FRA)  | Mercedes     |
| 6    | Yoshimasa Sugawara (JPN) | Hideki Shibata (JPN)   | Katsumi Hamura (JPN)    | Hino Ranger  |